# 25710 Petelandgren
25710 Petelandgren è un asteroide della fascia principale. Scoperto nel 2000, presenta un'orbita caratterizzata da un semiasse maggiore pari a 2,2987244 UA e da un'eccentricità di 0,1721941, inclinata di 8,33719° rispetto all'eclittica.